# Roumengoux
 Roumengoux  es una población y comuna francesa, en la región de Mediodía-Pirineos, departamento de Ariège, en el distrito de Pamiers y cantón de Mirepoix.

## Demografía
| 145 | 121 | 78 | 116 | 115 | 127 |
| Para los censos de 1962 a 1999 la población legal corresponde a la población sin duplicidades (Fuente: INSEE [Consultar]) |     |    |     |     |     |